# منيرة (اسم)
منيرة هو اسم علم مؤنث من أصل عربي، ومعناه هو على وزن اسم الفاعل، الموفقة المتفوقة.

## شخصيات تحمل الاسم
- منيرة الفاضل
- منيرة القبيسي (1933 – )
- منيرة المهدية (مغنية مصرية، مايو 1885 – 1965)
- منيرة الهوزوز (1893 – 1955)
- منيرة ثابت (1902 – 1967)
- منيرة حمدي (مغنية تونسية، القرن 20 – )
- منيرة رحمن (ناشطة حقوق إنسان بنغلاديشية، 1966 – )
- منيرة سلطان (10 ديسمبر 1844 – 29 يونيو 1862)
- منيرة صلح (ناشطة لبنانية، 19 سبتمبر 1911 – 27 نوفمبر 2010)
- منيرة فخرو (صحفية بحرينية، 1941 – )

## وصلات خارجية
- موسوعة السلطان قابوس لأسماء العرب